# Jenő Buzánszky
Jenő Buzánszky (Újdombóvár, 4 maggio 1925 – Esztergom, 11 gennaio 2015) è stato un calciatore e allenatore di calcio ungherese, di ruolo difensore.
Fece parte della Grande Ungheria (l'Aranycsapat) con Puskás, Bozsik e Hidegkuti. L'unico membro del leggendario team a non giocare per uno dei grandi club di Budapest.

## Caratteristiche tecniche
Terzino destro corretto si mise in luce per la sua affidabilità e la capacità di difendere ma anche di "fluidificare" lungo tutta la fascia per sostenere gli attacchi della propria squadra.
Il 12 novembre 1950 debuttò con la propria nazionale nel pareggio 1-1 con la Bulgaria.
Si ritirò dieci anni dopo.
Giocò 274 partite ufficiali e nel 1996 divenne presidente della Magyar Labdarugó Szövetség.
Dopo la morte di Ottmar Walter, avvenuta nel 2013, era diventato, insieme a Horst Eckel, il più anziano ex-calciatore ancora in vita tra quelli che hanno disputato una finale mondiale.

## Palmarès

### Giocatore

#### Nazionale
- Oro olimpico: 1

Ungheria: 1952
- Coppa Internazionale: 1

Ungheria: 1953